# Laïd Belhamel
Laïd Belhamel est un footballeur international algérien né le 12 novembre 1977 à El Eulma dans la wilaya de Sétif. Il évoluait au poste de milieu défensif.

## Biographie
Laïd Belhamel reçoit trois sélections en équipe d'Algérie en 2003.
Il joue son premier match en équipe nationale le 4 septembre 2003, en amical contre le Qatar, et son dernier le 26 septembre, contre le Burkina Faso.
Il évolue pendant sept saisons avec le club de l'ES Sétif. Avec cette équipe, il se classe notamment quatrième du championnat de première division à poule unique en 2004.

## Palmarès
- Champion d'Algérie de D2 en 2008 avec le MC El Eulma

## Statistiques

### Avec l'équipe d'Algérie
Le tableau suivant indique les rencontres de l'équipe d'Algérie dans lesquelles Laïd Belhamel a été sélectionné depuis le 4 septembre 2003 jusqu'au 26 septembre 2003.